# Heinrich Wilhelm Müller
Heinrich Wilhelm Müller (* 25. Mai 1859 in Hamburg; † 29. März 1933 ebenda) war ein deutscher Kaufmann und Fotograf.

## Leben und Wirken
Heinrich Wilhelm Müller stammte aus einer Kaufmannsfamilie. 1894 gründete er die Firma Harnickell & Müller, die Geschäfte im Im- und Export abwickelte. Nach Auflösung der Gesellschaft am 1. Dezember 1920 führte Müller die Geschäfte unter gleicher Firmierung weiter. 1921 übernahm Hans Max Voellner die Geschäftsführung, Müller wurde 1924 erneut Teilhaber.
Heinrich Wilhelm Müller gehörte von 1898 bis 1906 als Vereinsmitglied der Hamburger Gesellschaft zur Förderung der Amateurfotografie an war 1899 und 1903 Schriftführer des Vereins sowie 1906 Vorstandsmitglied. 1893, 1898 bis 1900 und 1902, 1903 und 1906 stellte er auf den internationalen Ausstellungen von Kunstfotografien in der Hamburger Kunsthalle aus und gewann 1900 einen Ehrenpreis beim „Allgemeinen Wettbewerb“. Seit 1893 arbeitete er eng mit  Gebrüdern Hofmeister zusammen. Müller verfügte über ein gut ausgestattetes Fotolabor, in dem die drei Fotografen häufig an ihren Bildern arbeiteten. Müller konzentrierte sich dabei auf Bilder von Figuren und Landschaften.
Die Werke Müllers sind heute im Museum für Kunst und Gewerbe Hamburg und der Kunstbibliothek in Berlin sowie dem Museum Ludwig in Köln zu sehen. Das Museum Ludwig verwahrt außerdem Müllers Fotografische Sammlung mit Werken u. a. von Theodor und Oskar Hofmeister, Alvin Langdon Coburn und Edward Steichen.
Heinrich Wilhelm Müller ruht in der Familiengrabstätte auf dem Friedhof Ohlsdorf. Sie liegt im Planquadrat AC 25 zwischen den Kapellen 6 und 7. 